# Внуковский, Григорий Иванович
Григорий Иванович Внуковский (наст. Внученко, 1879—?) — советский оперный и концертный певец (тенор). Известный по выступлениям в Киевской опере. Был участником многих спектаклей Театра Николая Садовского.

## Биография
В 1895—1898 годах учился в музыкально-драматической школе С. Блуменфельда в Киеве (класс Екатерины Массини). Позже у неё же брал частные уроки.
Артистическую деятельность начал в 1890-х годах в хоре Николая Лысенко в Киеве. В 1899—1900 годах был артистом музыкально-драматической труппы А. Суслова. В 1901—1907 годах — солист оперных театров Казани, Санкт-Петербурга (театр «Новая опера» под руководством Алексея Церетели, 1905), Тбилиси, Харькова. В 1907—1923 годах — солист Киевской оперы, где исполнял преимущественно характерные партии. В 1918 году пел партию Дьяка («Черевички» П. Чайковского) в первой украинской постановке на сцене Киевской оперы. В репертуаре Г. Внуковського — романсы Николая Лысенко (среди которых — «По дубраве ветер веет», «На рассвете я встал»).
В 1903 году участвовал в открытии памятника И. Котляревскому в Полтаве, где исполнял несколько народных песен и романсов украинских композиторов, в частности впервые исполнил сольную партию тенора в кантате Николая Лысенко «На вечную память Котляревскому». В 1907—1914 годах принимал участие в концертах «Бояна», «Просвиты», «Украинского клуба», в Шевченковских концертах. Был участником многих спектаклей Театра Николая Садовского.
С 1926 года пел в хоре Киевской оперы. После 1927 года дальнейшая судьба неизвестна.

## Партии
- Андрей Безверхий («Катерина» Н. Аркаса, 1899) — среди первых исполнителей;
- Первый исполнитель соло тенора в кантате «На вечную память И. Котляревскому». Лысенко (Полтава, 1903);
- Иван Силыч Трубежской («Каширская старина» М. Иванова, 1905) — первый исполнитель;
- 3-й ферраш («Чёрный тюрбан» Э. Эспозито, 1912) — первый исполнитель;
- Школьный учитель, Дьяк («Черевички» П. Чайковского, на украинском языке, 1918).